# Siphofaneni
Siphofaneni – inkhundla w dystrykcie Lubombo w Królestwie Eswatini. Według spisu powszechnego ludności z 2007 r. zamieszkiwało go 23 448 mieszkańców. Inkhundla dzieli się na dziewięć imiphakatsi: Hlutse, Kamkhweli, Macetjeni, Madlenya, Maphilingo, Mphumakudze, Nceka, Ngevini, Tambuti.